# Andris Piebalgs
Andris Piebalgs (* 17. září 1957, Valmiera, Lotyšská sovětská socialistická republika) je lotyšský politik, v letech 2004–2014 člen Evropské komise José Barrosa.

## Biografie
Vystudoval v Rize universitu Latvijas Universitāte, vstoupil do komunistické strany SSSR a v 80. letech pracoval jako učitel.
Byl spoluzakladatelem liberálně-konzervativní strany Latvijas ceļš (Cesta Lotyšska) a po získaní nezávislosti země na SSSR se v letech 1990 až 1993 stal ministrem školství a následně ministrem financí (1994 až 1995). V letech 1995 až 2003 působil jako velvyslanec, nejprve v Estonsku a později při EU.
V roce 2004 byl za Lotyšsko navržen do Evropské komise, kde působil až do roku 2010 jako komisař zodpovědný za oblast energetiky. Proslul výrokem na adresu zákazu žárovky: „Evropským domácnostem zůstane stejná kvalita osvětlení, přitom ale ušetří energii, oxid uhličitý i peníze.“ Jeho mluvčí Ferran Tarradellas situaci okolo zákazu žárovek komentoval německým novinářům, že při svých cestách s komisařem po Evropě nikde žádné demonstrace za původní žárovky neviděl: „Kameny po nás taky ještě nikdo neházel. Evropané stojí za námi.“
Dne 9. února 2010 začala fungovat nová Evropská komise. Piebalgs je opět jedním z eurokomisařů, jeho resortem je rozvoj.
Jako profesor působí na částečný úvazek v Centru Roberta Schumana pro pokročilá studia při Evropském univerzitním institutu.